# Heðin Brú
Heðin Brú, egentlig Hans Jacob Jacobsen (født 17. august 1901 i Skálavík, død 18. maj 1987 i Tórshavn) var en færøsk forfatter.
Han regnes for én af de mest betydningsfulde romanforfattere på færøsk i sin generation. Hans Feðgar á ferð (Fattigmandsære) er Færøernes bog for 20. århundrede, og han er den mest læste færøske forfatter på Færøerne.
Han blev født i Skálavík på Sandoy i 1901, som søn af kongsbonden Poul Johannes Jacobsen og Karoline Christine Jacobsen. Gennem opvæksten lyttede han intenst til historier som folk kunne fortælle ham. Han gik i folkeskolen i bygden, men han lærte også meget gennem aktiv og praktisk deltagelse i det lille bygdesamfund. Efter konfirmationen, tog han til søs som fisker ved Island i to år. Han fandt imidlertid ud af at livet til søs ikke var noget for ham, og tog på Føroya Fólkaháskúli vinteren 1919/1920. Han vendte derefter tilbage til Færøerne som landbrugsrådgiver. I denne funktion kom han i kontakt med det jævne folk, og det har sat sit præg på hans værker.
Derefter flyttede han til Danmark og fik en landbrugsuddannelse på landbrugsskolen i Lyngby, og arbejdede bagefter på forskellige gårde i Danmark. 1925 begyndte han som student ved Landbohøjskolen i København, hvor han blev agronom i 1928. Han skrev fortællinger og digt allerede i ung alder, men det var som student i København at han skrev sin første roman.
Tilbage på Færøerne var han først assistent hos landbrugsrådgiveren i Tórshavn. I 1937 blev han rådgiver for Færøernes landbrugsråd, og han var selv landbrugsrådgiver på Færøerne 1942–1968. Han var desudten medlem af tilsynsrådet for Færø Amts Sparekasse fra 1960. Han fortsatte med at skrive i fritiden, også efter at han blev pensioneret i 1968. Vennen og forfatterkollegaen Christian Matras skrev i et brev til ham i 1962: «Pennen din fikk aldri være tørr!» (Pennur tín átti ongantíð at verið turrur!)
Han var gift med Kathrine Malene Dalsgaard fra Velbastaður, som han fik sønnen Bárður Jákupsson med. Bárður Jákupsson er i dag en kendt færøsk kunstner og kunstkritiker.
Heðin Brú var en humoristisk og slagfærdig historiefortæller. Efter at opgaverne som landbrugskonsulent var løst i bygderne, samlede han beboerne i dansetuen, hvor der blev snakket og fortalt om bygdens historie, slægtsforhold og andet, som havde forbindelse med det daglige liv og årets gang. Brú var god til at spørge og huske. Efter dagens gerning fyldte han på sengekanten sin lommebog med en rigdom af citater og andre notater.

## Forfatterskab
Han debuterede som forfatter i 1930 med romanen Lognbrá («Luftspejling»), som skildrer en drengs opvækst i den fiktive bygd Hórisvik på Færøerne. Anden del af romanen hedder Fastatøkur (1935). Begge udkom 1946 under titlen Høgni på dansk.
I Høgni følger drømmeren Høgni, den yngste søn af en kongsbonde. Høgnis forældre har et dårligt ægteskab, og Høgnis barndom bliver alt andet end lykkelig. Drengen fantaserer om en verden fyldt med blonde og blåøjede piger, langt væk fra den brutale virkelighed. Fastatøkur handler om Høgnis tid som fisker. Her skildrer Brú hovedpersonens gode og dårlige oplevelser på havet, på hjemvejen og hjemme i Hórisvík.
Feðgar á ferð er Heðin Brús mest betydningsfulde værk og udkom 1940 på færøsk. Den er senere oversat til flere sprog, bl.a. 1962 til dansk (Fattigmandsære), 1966 til tysk (Des armen Mannes Ehre) og 1970 i USA til engelsk (The Old Man and his Sons). Det var den første roman, som blev oversat fra færøsk til engelsk. Romanen handler om Færøernes forandring fra et bondesamfund til en moderne fiskerination og de deraf følgende generationskonflikter.
Leikum fagurt fra 1962 er en satire om færøsk politik mellem første og anden verdenskrig. Handlingen i Men livið lær (1970) udspiller sig i en færøsk bygd i året 1800, og Tað stóra takið (1972) i en bygd omkring 1900. Ved siden af disse romaner udgav han tre novellesamlinger, to Shakespeare-oversættelser og flere andre oversættelser af verdenslitteratur til færøsk. Eventyrsamlingen Ævintýr I – VI (1959-1974) med illustrationer af Elinborg Lützen er et færøsk standardværk.
Ved en lejlighed – på sine gamle dage – sagde han i en tale til danske tilhørere om Færøerne de berømte ord:
| “ | Vi bygger ikke dette land af praktiske årsager | ” |

## Værker
- Lognbrá (roman). 1930
- Fastatøkur (roman). 1935
- Fjallaskuggin (noveller). 1936
  - Fjallaskuggin; illustrationer ved Bárður Jákupsson. Tórshavn: eget forlag, 1967 – 135 s.
- (Grái táttur (satirisk vise). I: Sosialurin, 1938 (på internettet Arkiveret 3. januar 2006 hos  Wayback Machine)) (også trykt i hans: Endurminningar, 1980)
- Feðgar á ferð (roman). Tórshavn: Varðin, 1940 – 160 s.
- Flókatrøll (noveller). København: Bókadeild Føroyingafelags, 1948 – 128 s.
- Leikum fagurt (roman). Tórshavn: Eget forlag, 1963 – 195 s.
- Purkhús (noveller). Tórshavn, 1966.
- Men lívið lær (roman). Tórshavn: Varðin, 1970 – 321 s. (sidste udgave fra 2001, ISBN 99918-0-267-3)
- Búravnurin (noveller). Tórshavn: Emil Thomsen, 1971 – 128 s.
- Tað stóra takið (roman). Tórshavn: Bókagarður, Emil Thomsen, 1972 – 251 s.
- Endurminningar (erindringer). Tórshavn: Bókagarður, Emil Thomsen, 1980 – 389 s. (Også som hørbog 2001)

### Oversættelser af Heðin Brús værker til andre sprog
- Berättelsen om Högni (Lognbrá og Fastatøkur); på svensk ved Niels Edberg og Sigfrid Lindström. Lund: Gleerups Förlag, 1939 – 440 s.
- Högni. Romanzo delle Faer-Öer (Lognbrá og Fastatøkur); på italiensk ved Piero Monaci. Milano: A Mondadori, 1942
- Högni (Lognbrá og Fastatøkur); på spansk ved Angel Giménez Ortiz. Barcelona: Hispano Americana de Ediciones, 1946 – 325 s.
- Fjeldskyggen , noveller og skitser (Fjallaskuggin); på dansk ved Gunnvá und Povl Skårup. København: Gyldendal, 1963 – 140 s.
- Fjällskuggan och andra noveller från Färöarna; udvalg og oversættelse til svensk ved Birgitta Hylin; titelbillede ved Bárður Jákupsson. Stockholm: P.A. Norstedt & Söners förlag, 1981 – 169 s.
- Feðgar á ferð (Feðgar á ferð); på islandsk ved Aðalsteinn Sigmundsson. Reykjavík: Víkingsútgáfan, 1941 – 208 s.
- Fattigmandsære (Feðgar á ferð); på dansk ved Gunnvá og Povl Skårup; forord ved William Heinesen. København: Gyldendal, 1962 – 146 s.
- Fattigfolk på ferde (Feðgar á ferð); på norsk ved Ivar Eskeland; forord ved William Heinesen. Oslo: Det Norske Samlaget, 1964 – 152 s.
- Des armen Mannes Ehre (Feðgar á ferð); på tysk ved Alfred Anderau. Zürich: Flamberg, 1966 – 223 s.
- nîsarnarsuíngôk / nugterissok (Feðgar á ferð); på grønlandsk ved Jørgen Fleischer. Godthåb: Det Grønlandske Forlag, 1967 – 128 s.
- The old man and his sons (Feðgar á ferð); på engelsk ved John F. West; tegninger ved Bárður Jákupsson. New York: Paul S. Eriksson, 1970 – 203 s. ISBN 0-8397-8412-0
  - Britisk udgave: London: Telegram, 2011 – 166 s. ISBN 978-1-84659-073-3, ebog: ISBN 9781--84659-175-4
- Honor biedaka Arkiveret 28. februar 2006 hos  Wayback Machine (Feðgar á ferð); på polsk ved Henryk Anders og Maria Krysztofiak. Poznań: Wydawnictwo Poznańskie, 1970 – 154 s.
- Ketil und die Wale (Feðgar á ferð); anden tyske oversættelse ved Ernst Walter. Rostock: Hinstorff, 1971 – 192 s.
- Fattigmans heder (Feðgar á ferð); på svensk ved Birgitta Hylin. Stockholm: Bokförlaget Pan/Norstedts, 1977 – 137 s.
- Vieremä; udvalgte noveller; oversat til finsk af Sirkku Koivu. Otalampi: Sahlgrenin, 1989 - 128 s.
- Vater und Sohn unterwegs (Feðgar á ferð); tredje tyske oversættelse ved Richard Kölbl; efterord af Klaus Böldl. Berlin: Guggolz, 2015 – 205 s.

Enkelte noveller:
- Niklas Niklái (fra Flókatrøll) (Esperanto 1949, 4 s.) på nettet Arkiveret 8. februar 2006 hos  Wayback Machine
- The White Church (fra Fjallaskuggin) i: Sven H. Rossel (red.): Christmas in Scandinavia. University of Nebraska Press, 1996 – 182 s. ISBN 0-8032-3907-6 (flere forfattere)

### Oversættelser
Heðin Brú har oversat følgende værker til færøsk:
- Anton Tjekhov: Másin. (russ. Чайка. 59 bl. (blev opført men ikke trykt endnu)
- Føroyingasøga. Oversættelse sammen med Rikard Long fra oldnordisk. Tórshavn: Skúlabókagrunnurin, 1962 – 105 s.
- "William Shakespeare: Harðveðrið". I: Varðin 39, (Tórshavn) 1964 (eng. The Tempest)
- William Shakespeare: Hamlet, prinsur av Danmørk. Tórshavn: Varðin, 1969 – 244 s. (eng. Hamlet, Prince of Denmark)
- Henrik Ibsen: Hedda Gabler. Sjónleikur í fýra pørtum. Tórshavn: Havnar sjónleikarfelag, 1969 – 108 s.
- Knut Hamsun: Vælferðin; tegninger ved Bárður Jákupsson. Tórshavn: Bókagarður, Emil Thomsen, 1972 – 326 s.
- Ævintýr; illustrationer ved Elinborg Lützen. Tórshavn: Føroya lærarafelag, 1959-1974 – 6 bind
- William Heinesen: Móðir Sjeystjørna; titelbillede ved William Heinesen. Tórshavn: Emil Thomsen, 1975 – 135 s.
- William Heinesen: Glataðu spælimenninir; titelbillede ved William Heinesen. Tórshavn: Emil Thomsen, 1975 – 298 s.
- Fjodor Mikhajlovitj Dostojevskij: Tey á Steffansleiti. Tórshavn: Emil Thomsen, 1977 – 238 s.
- Fjodor Michailowitsch Dostojewski: Karamasov-brøðurnir; titelbillede ved William Heinesen. Tórshavn: Bókagarður, Emil Thomsen, 1978 – 3 bd., IX+452, 382, 458 s. (russ. Братья Карамазовы)
- Münchhausen greivi – sigur frá Arkiveret 18. februar 2006 hos  Wayback Machine; tegninger ved Zacharias Heinesen. Tórshavn: Føroya lærarafelag, 1978 – 175 s.
- Astrid Lindgren: Brøðurnir Leyvuhjarta.Tórshavn: Varðin, 1980 – 242 s. (svensk Bröderna Lejonhjärta)
- Brødrene Grimm: Tann stóra ævintýrbókin. Tórshavn: Føroya lærarafelag, 1981 – 125 s.
- Emily Brontë: Harðförar hæddir; titelbillede ved William Heinesen. Tórshavn: Bókagarður, Emil Thomsen, 1984 – 376 s. (eng. Wuthering Heights)
- Astrid Lindgren: Søgur; oversættelser til færøsk ved Heðin Brú et al. Velbastað: Dropin, 1986 – 263 s.
- Brøderne Grimm: Ævintýrbókin; oversættelser til færøsk ved Heðin Brú et al. Tórshavn: Føroya lærarafelag, 1989 – 251 s.

## Priser
- 1964: Færøernes litteraturpris (M.A. Jacobsens Heiðursløn)
- 1964 1964: Statens Kunstfond (for Fjeldskyggen)
- 1980 sammen med Elinborg Lützen: Tórshavns Byråds Børnebogspris (for Ævintýr I-VI)
- 1982: Holberg-medaljen